# Haba Haba
Haba Haba er en sang skrevet og fremført af den norsk-kenyanske sanger Stella Mwangi og Beyond51, produceret af Big City. Sangen, der blev sunget af Stella Mwangi, kåredes til det norske bidrag til  Eurovision Song Contest 2011, men nåede kun til semifinalen. Efter semifinalen gik den til tops på iTunes.
| Musik | Spire Denne musikartikel er en spire som bør udbygges. Du er velkommen til at hjælpe Wikipedia ved at udvide den. |